# Усманский уезд
У́сманский уезд — административная единица в Азовской губернии (1708—1725), Воронежской губернии (1725—1779), Тамбовской губернии Российской империи и РСФСР (1779—1923 годах) и Воронежской губернии РСФСР (1923—1928). Уездный город — Усмань.  

## География
Уезд был расположен на юго-западе Тамбовской губернии, граничил с Воронежской губернией на западе и юге. По площади уезд занимал территорию в 4125,8 вёрст² .

## История
Уезд возник с момента строительства крепости Усмани в 1645 году и находился в подчинении Разрядного приказа.
1701 г. уезд перешёл в подчинение Адмиралтейского приказа.
В 1708 г. при учреждении губерний Усманский уезд вошёл в состав Азовской губернии, которая затем была преобразована в Воронежскую.
1719 г. — уезд зачислен в состав Воронежской провинции.
1732 — уездный город.
В 1779 году — в составе Тамбовского наместничества (с 1796 года — Тамбовской губернии).
1798 году — уезд был ликвидирован и присоединён к Липецкому уезду.
1801 году — уезд восстановлен.
Декретом ВЦИК «Об изменениях в составе Тамбовской губернии» от 4 января 1923 г. Усманский уезд в составе города Усмань, Барятинской, Березнеговатской, Березнеговской, Бреславской, Верхне-Матрёнской, Демшинской, Дмитриевско-Дубровской, Завальской, Княже-Баргольской, Крутчинско-Байгорской, Куликовской, Марфинской, Нижне-Матрёнской, Ново-Черкутинской, Павловской, Пашковской, Подворской, Поддубровской, Пушкинской, Ростовской, Сафоновской, Талицкой, Тихвинской и Пригородной волостей был присоединён к Воронежской губернии. При этом Карпельская, Мордовская, Ново-Никольская и Чемлыкская волости были переданы в Тамбовский уезд.
Согласно Декрету ВЦИК от 12 февраля 1923 г.., в состав Усманского уезда вошли Александровская, Матрёнская, Михайловская, Садовская, Щученская волости Бобровского уезда; Верхнехавская, Ивановская, Щукавская волости Воронежского уезда.
Постановлением ВЦИК от 4 января 1923 г. Усманский уезд (кроме волостей Карпельской, Мордовской, Новоникольской и Чемлыкской, присоединённых к Тамбовскому уезду) был включён в состав Воронежской губернии.
12 мая 1924 года из Поддубровской волости в Берёзовскую волость Воронежского уезда было передано селение Нелжа.
14 мая 1928 года Воронежская губерния была включена в Центрально-Чернозёмную область
16 июля 1928 года уезд был упразднён и вошёл в состав Воронежского округа Центрально-Чернозёмной области. При этом Больше-Матрёнская, Талицкая и Щученская волости, Березняковский, Верхне-Матрёнский, Демшинский и Марфинский сельсоветы Верхне-Матрёнской волости и все сельсоветы Добринской волости, за исключением 3-го Богородицкого и Пушкинского сельсоветов, были непосредственно переданы в Борисоглебский округ Центрально-Чернозёмной области. Одновременно город Усмань был передан в Усманский район Воронежского округа Центрально-Чернозёмной области.

## Население
Население уезда в 1896 году 211 529 чел.
По переписи 1897 года в уезде было 209 910 жителей (102 431 мужчин и 107 479 женщин). В г. Усмань — 9986 чел.
По итогам всесоюзной переписи населения 1926 года население уезда составило 362 645 человек, из них городское — 13 456 человек.

## Населённые пункты
В 1893 году в состав уезда входило 449 населённых пунктов, наибольшие из них:
- г. Усмань — 8167 чел.;
- с. Мордово — 7123 чел.;
- с. Демшинск — 6110 чел.;
- с. Куликово — 6047 чел.;
- с. Нижняя Матрёнка — 4815 чел.;
- с. Княжая Байгора — 4587 чел.;
- с. Талицкий Чемлык — 4520 чел.;
- с. Верхняя Матренка — 3156 чел.;
- с. Березнеговатка — 2632 чел.;
- с. Новочеркутино — 1769 чел.;
- с. Новоникольское — 1218 чел.

## Землевладельцы уезда
Землевладельцами уезда по данным энциклопедии «Вся Россия» 1895 года.
- Бланк Василий Григорьевич — с. Никольское, 721 дес.
- Богомолова Анна Ивановна — хутор Юрловка, 334 дес.
- Вельяминов Григорий Николаевич — с. Никольское, 2104 дес.
- Волконская Елизавета Григорьевна — с. Большая Добринка, 4533 дес.
- Воронецкие А. М. и В. В. — с. Ростовка, 1283 дес.
- Вышеславцева Александра Ивановна — с.-цо Тресвятское, 644 дес.
- Вяземский Леонид Дмитриевич — с. Лотарево, 3116 дес.
- Головин Дмитрий Дмитриевич — имение Озерки, 861 дес.
- Горст Надежда и София — с. Коптева, 1036 дес.
- Дубовиковы, совладельцы — с-цо Алексеевка, 418 дес.
- Катенина Анна Ивановна — с. Москва. 743 дес.
- Колпаковская, Тиран и Савельев — с. Александровка, 1471 дес.
- Кугушева Анна Григорьевна, княгиня — с. Замарай, 620 дес.
- Кузьмин Ефимий Дмитриевич — с-цо Дмитриевска, 537 дес.
- Лисянский Яков Ильич — с-цо Новопетровское, 922 дес.
- Лукьянович Н. Р. — с. Дмитрополье, 509 дес.
- Остен-Сакен Мария Ильинична — с. Пушкино, 2792 дес.
- Охотниковы Ольга Александровна и Александр Михайлович — с. Александровское, 2922 дес.
- Охотников Григорий Михайлович — с. Александровское, 774 дес.
- Охотников Михаил Михайлович — с. Ново-Черкутино, 1704 дес.
- Мазаракий Андриан Семёнович — с. Софьино, 640 дес.
- Павлов В. И. — д. Матренка, 618 дес.
- Придорогин Михаил Матвеевич — с-цо Георгиевское, 573 дес.
- Придорогин Николай Матвеевич — имение Прозоровское, 1838 дес.
- Придорогин Петр Матвеевич — с. Сибирка, 573 дес.
- Сергеева Анна Михайловна — с. Павловское, 1545 дес.
- Снежков Григорий Алексеевич- с. Ново-Петровское (Снежково)[9], с. Нижняя Матренка
- Снежков Григорий Григорьевич — с-цо Богородицкое, 721 дес.
- Сомов Г. Д. — с. Мосоловка, 588 дес.
- Стрельников Николай Васильевич — с. Георгиевское, 551 дес.
- Храповицкий Алексей Николаевич — с-цо Петровское, 731 дес.
- Хренниковы Василий Павлович и Иван Васильевич — с. Дмитриевка, 537 дес.
- Шидловская Лидия Владимировна — имение Бычек, 752 дес.
- Щуко Казимир Игнатьевич — с. Чемлычек, 546 дес.

## Административное деление
В начале XIX века уезд делился на 2 стана:
- Первый — с центром в с. Демшинске
- Второй — с центром в с. Березнеговатке[11], с 1837 г. — с. Талицкий Чамлык

В начале XX века был создан третий — с центром в с. Мордово

### Волости
Волость — сословная территориальная единица, охватывающая несколько селений, исполнительным органом которой являлось волостное правление. Волостные правления вводились по закону от 7 августа 1797 г. «О разделении казённых селений на волости и о порядке внутреннего их управления» для размежевания волостей, населённых государственными крестьянами. Размер волости ограничивался 3000 душ. Название волости определялось по названию её главного селения. В уезде были созданы следующие волости:
- Верхне-Матрёнская. Центр — с. Верхняя Матрёнка;
- Демшинская. Центр — с. Демшинск;
- Завальская. Центр — Завальное ;
- Куликовская. Центр — с. Куликово;
- Мордовская. Центр — с. Мордово;
- Нижне-Матрёнская. Центр— с. Нижняя Матрёнка[13].

В 1861 году в ходе Крестьянской реформы были созданы новые волости и их количество увеличилось до 28, к концу века сократилось до 25 волостей:
- Барятинская. Центр — с. Богородицкое;
- Березнеговатская. Центр — с. Березнеговатка;
- Березнеговская. Центр — с. Березнеговка;
- Бреславская. Центр — с. Бреславка;
- Верхне-Матрёнская. Центр — с. Верхняя Матрёнка;
- Демшинская. Центр — с. Демшинск;
- Дмитриевско-Дуровская. Центр — с. Дурово;
- Завальская. Центр — с. Завальное;
- Карпельская. Центр — с. Карпели;
- Княже-Байгорская. Центр — с. Княжая Байгора;
- Крутчинско-Байгорская. Центр — с. Крутченская Байгора;
- Куликовская. Центр — с. Куликово;
- Марфинская. Центр — с. Марфино.
- Мордовская. Центр — с. Мордово;
- Нижне-Матрёнская. Центр — с. Нижняя Матрёнка;
- Ново-Никольская. Центр— с. Новоникольское;
- Новочеркутинская. Центр — с. Новочеркутино;
- Павловская. Центр — с. Павловка;
- Пашковская. Центр — с. Пашково:
- Подворская. Центр — Никольское;
- Поддубровская. Центр — Поддубровка;
- Пригородная. Центр — Пятницкая и Пушкарская слободы;
- Пушкинская. Центр — с. Пушкино;
- Ростовская. Центр — с. Ростовка;
- Сафоновская. Центр — с. Сафоново;
- Талицкая. Центр — с. Талицкий Чамлык;
- Тихвинская. Центр — Большая Плавица;
- Чемлыкская. Центр — Чемлык.

## Воеводы (1645—1701)
- Вельяминов Степан Михайлович. С янв. 1645 года до сент. 1648 года.
- Вельяминов Мирон Михайлович. С сент. 1648 года до июля 1649 года.
- Челищев Еноклыч Григорьевич. С июля 1649 года до 11 августа 1650 года.
- Кн. Волконский-Хромой Иван Михайлович. С 11 авг. 1650 года до осени 1654 года.
- Сухотин Денис Иванович. С осени 1654 г. до сент. 1656 года.
- Нарышкин Василий Поликарпович. С 1 окт. 1656 до 27 марта 1657 года.
- ВоеводаЧаплыгин Андрея Фёдорович. С 28 марта 1657 года до 13 февр. 1663 года.
- Белелюбский Воин Борисович. С 13 февр. 1659 года до янв. 1661 года.
- Карпов Владимир Данилович. С 6 янв. 1661 г. до февраля 1663 года.
- Карандеев Матвей Феодорович. С февр. 1663 г. до февр. 1665 года.
- Лазарев Иван Дмитриевич. С февр. 1665 г. до фев. 1667 года.
- Ушаков Степан Осипович. С февр. 1667 г. до 1 марта 1669 года.
- Маслов Иван Александрович. С 1 марта 1669 до марта 1671 года.
- Верёвкин Кирилл Димитриевич. С марта до осени 1671 года.
- Воевода. XVII векСпешнев Григорий Силыч. С осени 1671 г. до осени 1673 года.
- Карпов Прокопий Данилович. С осени 1673 года янв. 1676 года.
- Караулов Степан Леонтьевич. С 1 янв. 1676 г. да 1 марта 1677 года.
- Клишков Дмитрий Борисович. С 1 марта 1677 года до марта 1679 года.
- Сухотин Андрей Кириллович. С 1 марта 1679 г. до лета 1680 года.
- Пятово Иван Ларионович. С лета 1680 г. до 11 сент 1682 года.
- Тарбеев Дмитрий Дмитриевич. С 11 сент. 1682 г. окт. 1683 года.
- Косагов Григорий Иванович. С окт. 1683 г. до 24 авг. 1684 года.
- Висленев Петр Денисович. С 24 авг.1684 г. до мая 1685 года.
- Карцев Фёдор Степанович. С мая 1685 года до 30 мая 1686 года.
- Пещуров Никита Иванович. С З0 мая 1686 года до 5 июня 1687 года.
- Кропотов Иван Софронович. Лето 1687 года до 5 сент.
- Кропотов Василий Иванович. С 5 сент. 1687 года до 5.сент. 1689 года.
- Извольский Петр Семёнович. С 5 сент.1689 г. до осени 1691 года.
- Кн. Дулов Игнатий Иванович. С осени 1691 года до весны 1693 года.
- Дмитриев Евдоким Петрович. С весны 1693 г. до авг. 1695 года.
- Игнатьев Филипп Иванович. С сент. 1697 г. до 9 сентября 1699 года.
- Лавров Богдан Васильевич. С 9 сентября 1699 года до сентября 1701 года

## Городничие (1779—1862)
- 1.Мелехов Аким Данилович, к.с. — 1779—1783 годы.
- 2.Шибарин Степан Афанасьевич, сек.-м. — 1783—1786 годы.
- 3.Зинкевич, подпоручик, прав. долж. — 1802 год.
- 4.Вендеревский Иван Васильевич, т.с. — 1802—1810 годы.
- 5.Путятин Сергей Алексеевич, князь, т.с. — 1811—1813 годы.
- 6.Маслов Николай Васильевич, т.с. — 1814—1815 годы.
- 7.Белелюбский Борис Петрович, шт.-кап. — 1816—1819 годы.
- 8.Голдобин Николай Фёдорович, полк. — 1822 год.
- 9.Есипов Василий Васильевич, майор н.д. — 1823 год.
- 10.Рожанский Василий Алексеевич, прав.долж. — 1824 год.
- 11.Рудников Карп Карпович- 1824—1829 годы.
- 12.Потулов Николай Васильевич- 1833—1834 годы.
- 13.Рожанский Василий Алексеевич- 1834—1835 годы.
- 14.Колобов Алексей Максимович- 1838—1842 годы.
- 15.Даев Николай Петрович, майор- 1842—1845 годы.
- 16.Бурков Иван Игнатьевич- 1845—1846 годы.
- 17.Судьбинский, прав. долж.- 1846—1847 годы.
- 18.Евреинов Михаил Мелентьевич- 1847—1848 годы.
- 19.Желябужский Николай Алексеевич, и. о. — 1847 год.
- 20.Иерусалимский Карп Гаврилович, майор, пр. долж. — 1849 год.
- 21.Объедков Михаил Фёдорович, прав. долж. — 1849 год.
- 22.Мосолов Иван Иванович, прав. долж. — 1849 год.
- 23.Лебедев Василий Александрович, прав. долж. — 1849 год.
- 24.Желябужский Николай Алексеевич, поручик — 1849—1851 годы.
- 25.Запольский — 1851—1853 годы.
- 26.Сирелиус Осип Фёдорович, подпоручик — 1853—1854 годы.
- 27.Соколов Павел Дмитриевич, шт.-кап. — 1854—1859 годы.
- 28.Базилевский Евгений Васильевич- 1860—1861 годы.
- 29.Добромыслов Иван Ильич, т.с., прав. долж. — 1862 год.
- 30.Болтенков Василий Михайлович, майор — 1862—1863 годы

## Председатели уездной земской управы (1865—1918)
| Ф. И. О.                     | портрет           | Титул, чин, звание                                       | время замещения должности                                         |
| ---------------------------- | ----------------- | -------------------------------------------------------- | ----------------------------------------------------------------- |
| Мамонтов Павел Иванович      |                   | отставной полковник                                      | 1865 — 1870, январь (ушёл в отставку по семейным обстоятельствам) |
| Потапьев Василий Егорович    |                   | штабс-капитан                                            | 1870, январь — 1877                                               |
| Новоселов Иван Тихонович     |                   | в 1883 — титулярный советник, в 1901 — статский советник | 1883 — 1901                                                       |
| Стерлигов Илья Иванович      |                   | поручик                                                  | 1901 — 1904                                                       |
| Новоселов Гавриил Николаевич |                   | подполковник                                             | 1904 — 1913 (до 31 октября 1914)                                  |
| Охотников Михаил Михайлович  |                   | потомственный дворянин                                   | 1914 — 21 сентября 1917                                           |
| Исполатов Николай Николаевич | Ispolatov N I.jpg | врач                                                     | 21 сентября 1917—1918                                             |

## Уездные предводители дворянства (с 21 сентября 1865 г. — председатели уездного Земского Собрания)
| Ф. И. О.                                         | портрет | Титул, чин, звание                      | время замещения должности |
| ------------------------------------------------ | ------- | --------------------------------------- | ------------------------- |
| Баранов Данила Павлович                          |         | майор                                   | 1783- 1786                |
| Лотарёв Павел Михайлович                         |         | полковник                               | 1786 — 1788               |
| Якушкин Яков Васильевич                          |         |                                         | 1788 — 1791               |
| Хлусов Илья Лукич                                |         | секунд-майор                            | 1791                      |
| Бологовский Дмитрий Яковлевич                    |         | статский советник                       | 1791 — 1798 1806—1812     |
| Баранов Иван Данилович                           |         | майор                                   | 1798 — 1806 1812—1819     |
| Бунин Николай Анатольевич                        |         | мичман                                  | 1819 — 1828               |
| Селиванов Николай Алексеевич                     |         | штабс-капитан                           | 1829                      |
| Скуратов Иван Петрович                           |         |                                         | 1829 — 1831               |
| Болотников Егор Иларионович                      |         | штабс-капитан                           | 1831 — 1834               |
| Фёдоров Иван Иванович                            |         | майор                                   | 1834                      |
| Яковлев Дмитрий Александрович                    |         | поручик                                 | 1835 — 1840               |
| Вельяминов Николай Владимирович                  |         | губернский секретарь                    | 1840 — 1848               |
| Голицын Юрий Николаевич                          |         | князь                                   | 1849                      |
| Вяземский Дмитрий Егорович                       |         | князь, штабс-капитан                    | 1849 — 1851               |
| Фёдоров Николай Александрович                    |         | штабс-капитан                           | 1851 — 1854               |
| Сомов Михаил Николаевич                          |         | капитан                                 | 1854 — 1857               |
| Снежков Григорий Алексеевич                      |         | действительный статский советник (1869) | 1857 — 1864               |
| Охотников Михаил Александрович (ум. 18.02. 1875) |         | подполковник                            | 1864 — 1875               |
| Бланк Василий Григорьевич                        |         | коллежский асессор                      | 1875 — 1878               |
| Филиппов Сергей Михайлович                       |         | штабс-ротмистр                          | 1878 — 1881               |
| Ладыженский Михаил Александрович                 |         | статский советник                       | 1881 — 1884               |
| Вяземский Леонид Дмитриевич                      |         | князь, генерал от кавалерии (1906)      | 1884 — 1888               |
| Вельяминов Григорий Николаевич                   |         | титулярный советник                     | 1888 — 1893               |
| Охотников Платон Михайлович                      |         | действительный статский советник (1904) | 1893 — 1902               |
| Савельев Георгий Константинович                  |         | коллежский секретарь                    | 1902 — 1905               |
| Якубович Николай Андреевич                       |         | генерал-лейтенант                       | 1906 — ?                  |
| Андреев Борис Николаевич                         |         | поручик                                 | 1910 — 1912               |
| Вяземский Борис Леонидович                       |         | князь, коллежский асессор               | 1912 — 1917               |

## Уездные комиссары Временного Правительства
| Ф. И. О.                     | портрет           | Титул, чин, звание                                                      | время замещения должности                                  |
| ---------------------------- | ----------------- | ----------------------------------------------------------------------- | ---------------------------------------------------------- |
| Охотников Михаил Михайлович  |                   | потомственный дворянин                                                  | 5 (18) марта 1917 — 29 апреля (2 мая) 1917                 |
| Русанов Михаил Дмитриевич    |                   | Секретарь Уездного Земства, присяжный поверенный                        | 29 апреля (12 мая) 1917 — 27 августа (10 сентября) 1917    |
| Исполатов Николай Николаевич | Ispolatov N I.jpg | врач, председатель Совета рабочих, крестьянских и солдатских депутатов  | 27 августа (10 сентября) 1917 — 22 ноября (5 декабря) 1917 |
| Сорокин Федор Данилович      |                   | и.о., назначен Приказом губернского комиссара от 12 декабря 1917 № 37]] | 9 декабря (22 декабря) 1917 — 1918                         |

## Секретари Укома РКП(б) (1918—1928)
- Ходов А. И.-16.10.1918
- Спиридонов К. И. — 15.11.1918
- Васильев Г. И.- 16.03.19
- Андреев Николай Александрович — 31.03.1919
- Верховых Василий Мефодьевич. М -. 13.12.1919
- Крадин И. М. — 6.06.1920
- Мольков — 5.6. 1921.
- Щеколдин Александр Яковлевич — до 12.12.1921
- Шахов Аркадий Гаврилович — с 15.12.1921
- Лыксов Трофим Алексеевич 2.01.1923
- Архипов Василий Григорьевич — 9.8.1924.

## Председатели Уисполкома
- 1917 (апрель — июнь) — Моисеев Борис Израилевич
- 1917 (до 16 октября) — Соломаха М. К., Гоштофт И.И, Евсеев Ф. И.
- 1917 — 1918 — Исполатов, Николай Николаевич
- Селиванов Александр Васильевич — с сентября по декабрь 1918 года.
- Васильев Гаврил Иванович — с декабря 1918 по 21 февраля 1919 года,
- Андреев Владимир Демьянович — с 26 февраля 1919 года по январь 1920 года.
- Шалыгин Константин Герасимович — с января по апрель 1920 года.
- Тихомиров Владимир Алексеевич — с апреля по 18 июля 1920 года
- Трелин Иван Фёдорович — с 18 июля по 6 ноября 1920 года
- Роенко Владимир Фёдорович — с 6 ноября 1920 по апрель 1921 года
- Судомоин Моисей Николаевич — с апреля по июнь 1921 года.
- Кочуков Емельян Никифорович — с июля по декабрь 1921 года
- Щеколдин Александр Яковлевич — с 15 декабря 1921 года по 21 июня 1922 года
- Беликов Федот Николаевич — с 21 июня по 21 июля 1922 года
- Архангельский Сергей Андреевич — с 21 июля по 1 декабря 1922 года.
- Дьяконов Павел Петрович — с 5 декабря 1922 года.
- Шереметьев Василий Иванович — с августа 1924 года
- Рычков Григорий Сергеевич
- Иванников Василий Васильевич[22]

## Административное деление уезда в советский период
- В 1923 году уезд состоял из 30 волостей:Воронежско-Козловская железная дорога 10 Станция Усмань
- Александровская. Центр — с. Самовец.
- Барятинская. Центр — с. Богородицкое;
- Березнеговатская. Центр — с. Березнеговатка;
- Березнеговская — с. Березнеговка;
- Бреславская. Центр — с. Бреславка;
- Верхне-Матрёнская. Центр — с. Верхняя Матрёнка;
- Верхне-Хавская. Центр — с. Верхняя Хава.
- Демшинская. Центр — с. Демшинск;
- Девицкая. Центр — с. Девица.
- Добринская. Центр — с. Добринка.
- Завальская. Центр — с. Завальное;
- Ивановская. Центр — с. Ивановка;
- Княже-Байгорская. Центр — с. Княжая Байгора;
- Крутчинско-Байгорская. Центр — с. Крутченская Байгора;
- Куликовская. Центр — с. Куликово;
- Матрёнская. Центр — с. Матрёнка;
- Михайловская. Центр — с. ;
- Нижне-Матрёнская. Центр — с. Нижняя Матрёнка;
- Новочеркутинская. Центр — с. Новочеркутино;
- Отскоченская. Центр — с. Отскочное;
- Павловская. Центр — с. Павловка;
- Падворская. Центр — Никольское;
- Поддубровская. Центр — Поддубровка;
- Пригородная. Центр — Пятницкая и Пушкарская слободы;
- Пушкинская. Центр — с. Пушкино;
- Садовская. Центр — с. Садовое;
- Сафоновская. Центр — с. Сафоново;
- Талицкая. Центр — с. Талицкий Чамлык;
- Шукавская. Центр — с. Шукавка;
- Щученская. Центр — с. Щучье[23].

В 1925 году было осуществлено укрупнение волостей с 30 до 11.
|                   | Число              | Число  | Число | Площадь в км2 | Население обоего пола в тысячах | Плотность на 1 км2 |
| сельсоветов       | населённых пунктов | дворов |       | Площадь в км2 | Население обоего пола в тысячах | Плотность на 1 км2 |
| Верхне-Матрёнская | 19                 | 50     | 8363  | 608, 9        | 43, 3                           | 71                 |
| Верхне-Хавская    | 19                 | 75     | 7147  | 907, 0        | 46, 6                           | 51                 |
| Демшинская        | 10                 | 16     | 4730  | 504, 2        | 24, 1                           | 48                 |
| Добринская        | 17                 | 70     | 6230  | 722, 7        | 33, 3                           | 46                 |
| Дрязгинская       | 8                  | 25     | 4675  | 541, 4        | 25, 9                           | 50                 |
| Матрёнская        | 7                  | 39     | 4570  | 506, 4        | 23, 2                           | 46                 |
| Нижне-Матрёнская  | 13                 | 41     | 7031  | 731, 8        | 36, 5                           | 49                 |
| Садовская         | 12                 | 65     | 4577  | 580, 4        | 22, 7                           | 40                 |
| Талицкая          | 7                  | 12     | 3723  | 268, 6        | 20, 0                           | 75                 |
| Усманская         | 18                 | 29     | 8771  | 688, 5        | 45, 4                           | 66                 |
| Щученская         | 12                 | 39     | 5727  | 813, 7        | 33, 0                           | 41                 |
| Усманский уезд    | 137                | 462    | 66510 | 6848, 6       | 361, 5                          | 53                 |
| ----------------- | ------------------ | ------ | ----- | ------------- | ------------------------------- | ------------------ |